# Acacia daviesii
Acacia daviesii é uma espécie de leguminosa do gênero Acacia, pertencente à família Fabaceae.